# Grand Prix automobile de Malaisie 2004
GP précédent GP suivant
Le Grand Prix automobile de Malaisie 2004 (2004 Formula 1 Petronas Malaysian Grand Prix), disputé sur le circuit international de Sepang le 21 mars 2004, est la 715e épreuve de l'histoire du championnat du monde de Formule 1 courue depuis 1950 et la deuxième épreuve du championnat 2004.

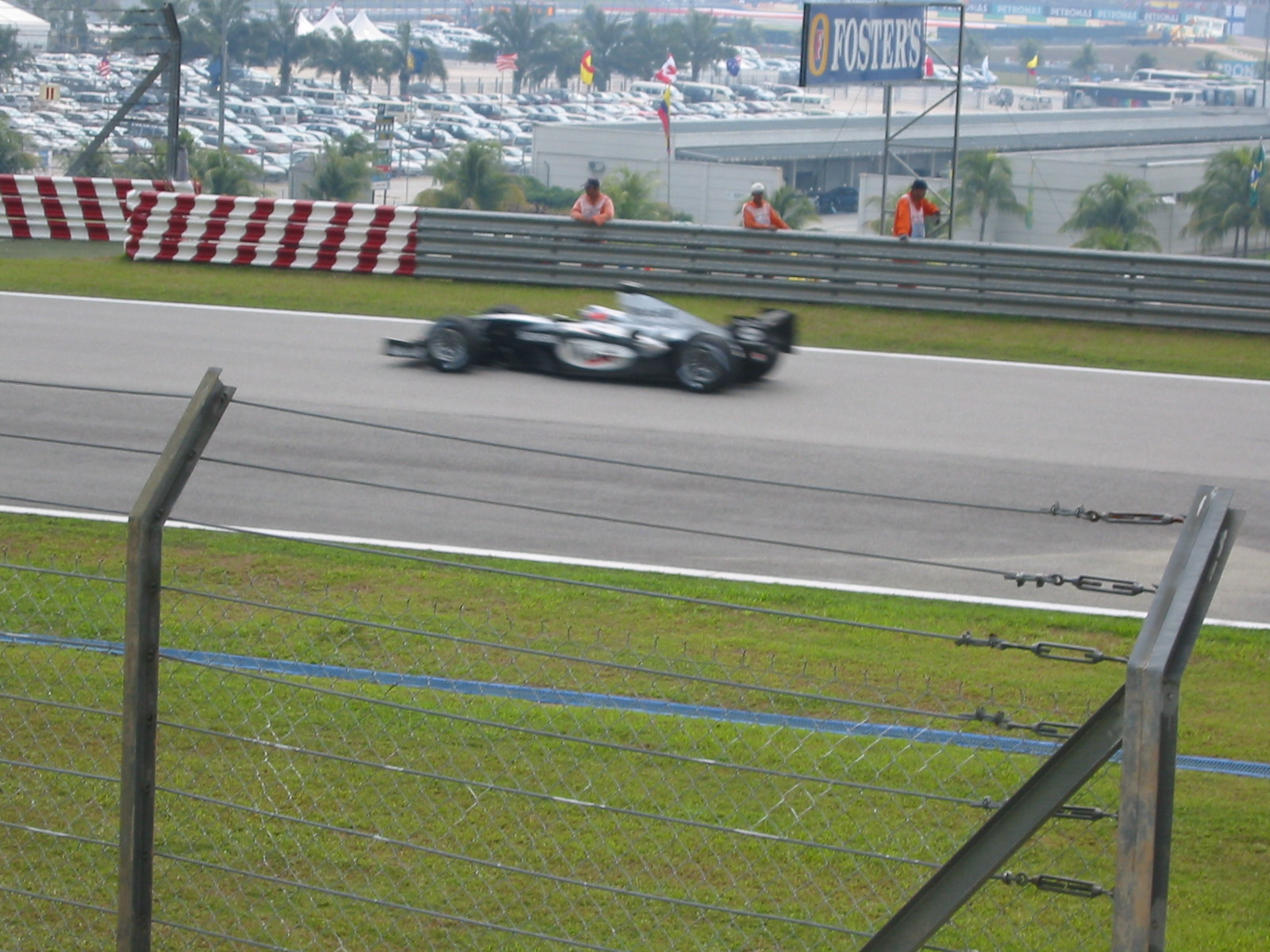
Kimi Raïkkönen au Grand Prix de Malaisie en 2004.

## Qualifications
| Pos | N° | Pilote               | Écurie           | Temps          |
| --- | -- | -------------------- | ---------------- | -------------- |
| 1   | 1  | Michael Schumacher   | Ferrari          | 1 min 33 s 074 |
| 2   | 14 | Mark Webber          | Jaguar-Cosworth  | 1 min 33 s 715 |
| 3   | 2  | Rubens Barrichello   | Ferrari          | 1 min 33 s 756 |
| 4   | 3  | Juan Pablo Montoya   | Williams-BMW     | 1 min 34 s 054 |
| 5   | 6  | Kimi Räikkönen       | McLaren-Mercedes | 1 min 34 s 164 |
| 6   | 9  | Jenson Button        | BAR-Honda        | 1 min 34 s 221 |
| 7   | 4  | Ralf Schumacher      | Williams-BMW     | 1 min 34 s 235 |
| 8   | 7  | Jarno Trulli         | Renault          | 1 min 34 s 413 |
| 9   | 5  | David Coulthard      | McLaren-Mercedes | 1 min 34 s 602 |
| 10  | 16 | Cristiano da Matta   | Toyota           | 1 min 34 s 917 |
| 11  | 12 | Felipe Massa         | Sauber-Petronas  | 1 min 35 s 039 |
| 12  | 11 | Giancarlo Fisichella | Sauber-Petronas  | 1 min 35 s 061 |
| 13  | 15 | Christian Klien      | Jaguar-Cosworth  | 1 min 35 s 158 |
| 14  | 17 | Olivier Panis        | Toyota           | 1 min 35 s 617 |
| 15  | 18 | Nick Heidfeld        | Jordan-Ford      | 1 min 36 s 569 |
| 16  | 20 | Gianmaria Bruni      | Minardi-Cosworth | 1 min 38 s 577 |
| 17  | 21 | Zsolt Baumgartner    | Minardi-Cosworth | 1 min 39 s 272 |
| 18  | 19 | Giorgio Pantano      | Jordan-Ford      | 1 min 39 s 902 |
| 19  | 8  | Fernando Alonso      | Renault          |                |
| 20  | 10 | Takuma Satō          | BAR-Honda        |                |

## Classement
| Pos  | N° | Pilote               | Écurie           | Tours | Temps/Abandon                      | Grille | Points |
| ---- | -- | -------------------- | ---------------- | ----- | ---------------------------------- | ------ | ------ |
| 1    | 1  | Michael Schumacher   | Ferrari          | 56    | 1 h 31 min 07 s 490 (204,384 km/h) | 1      | 10     |
| 2    | 3  | Juan Pablo Montoya   | Williams-BMW     | 56    | + 5 s 022                          | 4      | 8      |
| 3    | 9  | Jenson Button        | BAR-Honda        | 56    | + 11 s 568                         | 6      | 6      |
| 4    | 2  | Rubens Barrichello   | Ferrari          | 56    | + 13 s 616                         | 3      | 5      |
| 5    | 7  | Jarno Trulli         | Renault          | 56    | + 37 s 360                         | 8      | 4      |
| 6    | 5  | David Coulthard      | McLaren-Mercedes | 56    | + 53 s 098                         | 9      | 3      |
| 7    | 8  | Fernando Alonso      | Renault          | 56    | + 1 min 07 s 877                   | 19     | 2      |
| 8    | 12 | Felipe Massa         | Sauber-Petronas  | 55    | + 1 tour                           | 11     | 1      |
| 9    | 16 | Cristiano da Matta   | Toyota           | 55    | + 1 tour                           | 10     |        |
| 10   | 15 | Christian Klien      | Jaguar-Cosworth  | 55    | + 1 tour                           | 13     |        |
| 11   | 11 | Giancarlo Fisichella | Sauber-Petronas  | 55    | + 1 tour                           | 12     |        |
| 12   | 17 | Olivier Panis        | Toyota           | 55    | + 1 tour                           | 14     |        |
| 13   | 19 | Giorgio Pantano      | Jordan-Ford      | 54    | + 2 tours                          | 18     |        |
| 14   | 20 | Gianmaria Bruni      | Minardi-Cosworth | 53    | + 3 tours                          | 16     |        |
| 15   | 10 | Takuma Satō          | BAR-Honda        | 52    | + 4 tours                          | 20     |        |
| 16   | 21 | Zsolt Baumgartner    | Minardi-Cosworth | 52    | + 4 tours                          | 17     |        |
| Abd. | 6  | Kimi Räikkönen       | McLaren-Mercedes | 40    | Transmission                       | 5      |        |
| Abd. | 18 | Nick Heidfeld        | Jordan-Ford      | 34    | Transmission                       | 15     |        |
| Abd. | 4  | Ralf Schumacher      | Williams-BMW     | 27    | Moteur                             | 7      |        |
| Abd. | 14 | Mark Webber          | Jaguar-Cosworth  | 23    | Sortie de piste                    | 2      |        |

## Pole position et record du tour
- Pole position : Michael Schumacher en 1 min 33 s 074
- Tour le plus rapide : Juan Pablo Montoya en 1 min 34 s 223 au 28e tour.

## Tours en tête
- Michael Schumacher : 52 (1-9 / 13-26 / 28-56)
- Juan Pablo Montoya : 3 (10-12)
- Rubens Barrichello : 1 (27)

## Statistiques
- 72e victoire pour Michael Schumacher.
- 169e victoire pour Ferrari en tant que constructeur.
- 169e victoire pour Ferrari en tant que motoriste.